# Адельгейда Габсбург
 Адельгейда Франциска Марія Райнера Єлизавета Клотільда (нім. Adelheid Franziska Marie Rainera Elisabeth Clotilde von Österreich, 3 червня 1822, Мілан, Австрійська імперія — 20 січня 1855, Турин, Сардинське королівство) — ерцгерцогиня Австрійська (1822—1842), герцогиня Савойська (1842—1849), королева Сардинська (1849—1855).

## Життєпис
Адельгейда була дочкою віце-короля Ломбардо-Венеційського королівства ерцгерцога Райнера Йосипа та Марії Єлизавети Савойської-Каріньяно.
12 квітня 1842 вийшла заміж за герцога Савойського Віктора Еммануїла — сина сардинского короля Карла Альберта та спадкоємця престолу, який був її двоюрідним братом. Цей шлюб мав зміцнити зв'язки між Габсбургами та Савойським домом, однак багатьма людьми того часу розглядався як розширення австрійського впливу в італійських справах.
Поки Віктор Еммануїл ще був лише герцогом Савойським, у нього та Адельгейди народилося п'ятеро дітей. Після подій 1848 року його батько в березні 1849 зрікся престолу, і Віктор Еммануїл став королем Сардинії. Ставши королевою, Адельгейда народила ще трьох дітей, але вони померли в дитинстві.
12 січня 1855 померла мати Віктора Еммануїла — Марія Тереза Тосканська. На її похоронах, що відбулися 16 січня, Адельгейда застудилася, і чотири дні по тому теж померла. Вона була похована в усипальниці сардинської королівської родини в Суперга.

## Родина та діти
У Віктора Емануїла та Адельгейди було 8 дітей:
- Клотільда (1843-1911), дружина принца Наполеона («Плон-Плон») — двоюрідного брата Наполеона III,
- Умберто I (1844-1900) успадкував батькові в Італії,
- Амадей (1845-1890), король Іспанії (1871—1873), герцог Аоста (1845—1890),
- Оддон Євген (1846-1866),
- Марія Піа (1847-1911), дружина короля Португалії Луїша I.
- Карл Альберт (1851—1854)
- Віктор Еммануїл (1852), помер при народженні
- Віктор Еммануїл (1855), прожив 4 місяці